# Đội tuyển Fed Cup Maroc
Đội tuyển Fed Cup Maroc đại diện Maroc ở giải đấu quần vợt Fed Cup và được quản lý bởi Liên đoàn Quần vợt Maroc.  Đội chưa thi đấu lại kể từ năm 2003.

## Lịch sử
Maroc tham dự kì Fed Cup đầu tiên vào năm 1966, nhưng không thi đấu lại cho đến năm 1995.  Thành tích tốt nhất của đội là vô địch Nhóm II năm 1999 để giành quyền lên chơi ở Nhóm I.